# Martin Vögeli
Martin Vögeli (* 9. Juli 1995) ist ein ehemaliger liechtensteinischer Skilangläufer.

## Werdegang
Vögeli, der für den Nordic Club Liechtenstein startete, trat international erstmals bei den Olympischen Jugend-Winterspielen 2012 in Innsbruck in Erscheinung. Dort belegte er den 39. Platz im Sprint und den 31. Rang über 10 km klassisch. Im folgenden Jahr kam er beim Europäischen Olympischen Winter-Jugendfestival in Predeal auf den 55. Platz im Sprint, auf den 41. Rang  über 7,5 km klassisch und auf den 29. Platz über 10 km Freistil. Bei den Juniorenweltmeisterschaften 2015 in Almaty errang er den 65. Platz über 10 km Freistil und den 39. Platz im Skiathlon. Im Dezember 2015 startete er in Prémanon erstmals im Alpencup und belegte dabei den 38. Platz über 15 km Freistil. Bei den U23-Weltmeisterschaften 2016 in Râșnov lief er auf den 58. Platz über 15 km klassisch, auf den 47. Rang im Sprint und auf den 46. Platz über 15 km Freistil und bei den U23-Weltmeisterschaften 2017 in Soldier Hollow auf den 44. Platz im Sprint, auf den 30. Rang im Skiathlon und auf den 28. Platz über 15 km Freistil. Sein erstes von insgesamt sieben Weltcuprennen absolvierte er im Dezember 2017 in Davos, welches er auf dem 93. Platz über 15 km Freistil beendete. Im folgenden Monat erreichte er in Lenzerheide mit dem 76. Platz in der Verfolgung seine beste Platzierung im Weltcup. Bei den U23-Weltmeisterschaften 2018 in Goms belegte er den 38. Platz über 15 km klassisch und den 28. Rang im Skiathlon. Im Februar 2018 lief er bei den Olympischen Winterspielen in Pyeongchang auf den 59. Platz im Skiathlon und auf den 52. Rang über 15 km Freistil. Bei den Nordischen Skiweltmeisterschaften 2019 in Seefeld in Tirol belegte er den 63. Platz über 15 km klassisch, den 60. Rang im 50-km-Massenstartrennen und den 24. Platz zusammen mit Michael Biedermann im Teamsprint.